# 艾宝俊

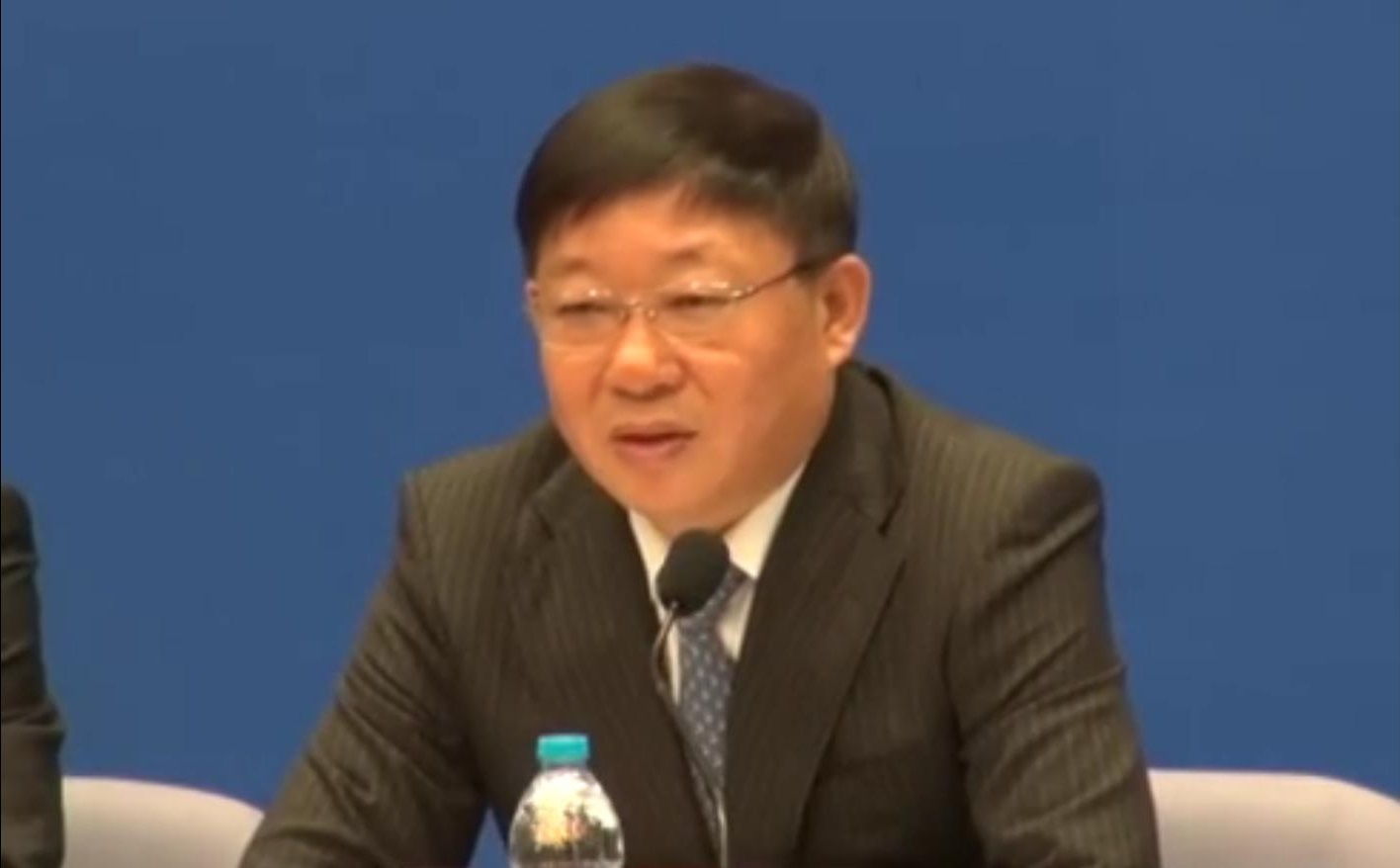
艾寶俊

艾宝俊（1960年2月—），男，汉族，辽宁辽阳人，中华人民共和国政治人物。曾任中共上海市委常委、上海市人民政府副市长、党组副书记，市长兴岛开发建设委员会主任、市临港地区开发建设管委会主任。

## 生平
1982年12月，加入中国共产党。1983年毕业于东北工学院自动控制系工业自动化专业，毕业后赴安徽省马鞍山市马鞍山钢铁学院进修工业统计和会计。进修结束后于1985年开始任教于东北工学院管理工程系，主讲计算机在会计中的应用。不久艾又考入本校研究生，1988年毕业于企业管理专业，获得硕士学位，其后留校任财经处副总会计师。1989年取得会计师资格。1990年至1991年间，艾被派往美国北卡罗莱纳州阿巴拉契亚州立大学（Appalachian State University）作为访问学者进修工业会计和税收课程。
1994年9月，应聘进入上海宝钢集团公司，负责成本管理。1998年升任宝钢集团副总经理兼总会计师。2000年2月，升任宝山钢铁股份有限公司总经理。2007年12月27日，被任命为上海市副市长，分管发展改革、计划、编制、人口综合管理、信息化、统计、物价、能源建设、口岸、信访、社会稳定等工作。2008年4月，兼任上海市长兴岛开发建设委员会主任。2010年2月，兼任上海市临港产业区管委会主任。2012年5月22日，在中共上海市第十届委员会第一次全体会议当选为市委常委。2013年9月，兼任上海综合保税区管委会主任、上海国际旅游度假区管委会主任、中国（上海）自由贸易试验区管委会主任。

### 落马
2015年11月6日，担任中国（上海）自由贸易试验区管委会主任的艾宝俊意外缺席“新形势下加快推进中国（上海）自由贸易试验区建设”专题培训班开班仪式。仪式由另一位自贸区管委会主任沈晓明主持。2015年11月10日，中纪委监察部网站宣布艾宝俊因涉嫌严重违纪，接受组织调查。艾宝俊于当日上午10点乘坐东航航班被押运至北京，而一同被查的还有艾宝俊的儿子艾卿、艾宝俊的弟弟艾宝魁，三人分乘三个航班。据报道，艾宝俊应是涉及宝钢及自贸区双重贪腐而受到追查。他是中共十八大以来上海首位被调查的省部级官员。据财新网报道，查处艾宝俊的决定在更早时候作出，但考虑到其妻子病危，没有立即宣布。10日正是艾宝俊妻子因肾病去世第七天。16日，中共中央组织部称，中央已决定免去艾宝俊的领导职务。
2016年1月19日中央批准开除党籍、行政开除。
2017年2月23日，福建省漳州市中院开庭审理艾宝俊受贿、贪污一案，认定他受贿折合人民币4320万元，非法占有折合人民币751万元，法庭将择期宣判。
2017年4月28日，福建省漳州市中級法院裁定艾寶俊受賄罪判監15年，處沒收個人財產500萬元，貪污罪則判囚10年，沒收個人財產80萬元，兩罪合併執行刑期17年，被沒收個人財產合共580萬人民幣。

## 家族
- 妻子：姓名不详，因罹患肾病2015年11月4日病逝于上海市瑞金医院。曾是上海资本市场的一名活跃人物，在股市上颇具影响力，尤其在一些国企改革题材股上斩获颇丰。据《财经》杂志报道，她在2015年中国股灾中曾因有操纵市场嫌疑被调查[13]。
- 儿子：艾卿，曾先后供职瑞士银行、德意志银行，现为上海冠英股权投资管理合伙企业合伙人，冠英资本由一家浙江大型民营集团参与出资，旗下共计有冠英一期、冠英科超、冠英清甲等六家资本运作平台。据《华夏时报》报道，艾宝俊和上海覆盖范围最广的无线区域网络“i-Shanghai”之间有着隐秘联系，艾宝俊可能将这一项目交给了其子操作[7]。
- 弟弟：艾宝魁